# Panolis telifera
Panolis telifera là một loài bướm đêm trong họ Noctuidae.